# 背叛愛
《背叛愛》（羅馬化：Rak Haklang），由Maker K Company發行，瓦凌通·班哈甘、琳拉達·考布瓦賽及坤納榮·帕拉德樂領銜主演的愛情連續劇。

## 演員陣容
註：括號內的演員姓名為小名。

### 主要演員
- 瓦凌通·班哈甘（Great） 飾演 Pan
- 琳拉達·考布瓦賽（Pie） 飾演
- 坤納榮·帕拉德樂（Krating） 飾演

### 其他演員
- 洛蕾娜·舒特（Lena） 飾演
- 莎拉莉·普拉西丹隆（Bam） 飾演

## 製作
電視劇演員於2023年2月28日完成定裝。

## 外部連結
- MyDramaList上的劇情簡介 （页面存档备份，存于）（英文）
- 豆瓣电影上《背叛愛》的資料 （简体中文）